# Communauté de communes de Prauthoy-en-Montsaugeonnais
La communauté de communes de Prauthoy-en-Montsaugeonnais est une ancienne communauté de communes française, située dans le département de la Haute-Marne et la région Champagne-Ardenne.

## Historique
Elle fusionne avec la Communauté de communes de la Vingeanne et la Communauté de communes des quatre vallées pour former la Communauté de communes d'Auberive Vingeanne et Montsaugeonnais avec date d'effet le 1er janvier 2011.

## Composition
Elle était composée des 16 communes suivantes :
1. Chalancey
2. Chassigny
3. Choilley-Dardenay
4. Cusey
5. Isômes
6. Le Val-d'Esnoms
7. Leuchey
8. Maâtz
9. Montsaugeon
10. Occey
11. Prauthoy
12. Rivière-les-Fosses
13. Saint-Broingt-les-Fosses
14. Vaillant
15. Vaux-sous-Aubigny
16. Vesvres-sous-Chalancey